# 双亡亭壊すべし
『双亡亭壊すべし』（そうぼうていこわすべし）は、藤田和日郎による日本の漫画作品。『週刊少年サンデー』（小学館）にて、2016年17号から2021年34号にかけて連載された。仏名は『SOU-BOU-TEI』。
本作は、「双亡亭」という謎の幽霊屋敷を巡って展開されるモダンホラー作品である。藤田の本誌での連載は『月光条例』の終了以来、2年ぶりとなる。

## あらすじ
東京都豊島区の沼半井町（ぬまなからいちょう）にある幽霊屋敷「双亡亭」は、行方不明者が出るなど奇妙なうわさが付きまとっている。そんなある日、絵本作家を志望する凧葉務は双亡亭の一角に引っ越してきた少年・立木緑朗と知り合うが、その日の晩に緑朗の父の死亡事件が起こる。さらに政府による双亡亭に対する空爆が実施され一帯は炎と黒煙に包まれるが、屋敷は無傷のままだった。こうした状況の中、凧葉は45年前に旅客機に乗ったまま行方不明となっていた謎の少年・凧葉青一や、緑朗の姉で刀巫覡（かたなふげき）の柘植紅と出会う。
空爆に失敗した総理大臣の斯波敦は対超常現象のプロを集めた上での「双亡亭破壊プロジェクト」を実施することを決め、莫大な報奨金をかける。これに凧葉や紅らも加わることとなり、突入部隊とともに屋敷内に足を踏み入れるが、壁に飾られた自身の肖像画に次々と取り込まれてしまう。その内部で凧葉と紅は過去のトラウマを突きつけられ、体を乗っ取られそうになるが、かろうじて踏みとどまり生還を果たす。そして、科学者チームのアウグスト博士やフロル、突入部隊の隊長・宿木、心霊能力者の鬼離田姉妹、パイロキネシストのマーグ夫妻と合流し、恐怖に取りつかれ人ならざる者と化した破壊者たちと対決するべく、屋敷の奥深くへと足を踏み入れていく。
一方、緑朗と青一は斯波総理に呼び出されて国会議事堂へと向かい、「溶ける絵の控室」と呼ばれる隠し部屋に案内をされると、そこで双亡亭のものと同質の肖像画を目の当たりにする。青一や歴代総理経験者によれば肖像画は「何者かが人の姿に成り代わるための通路」であり、彼らは人間の姿に成り代わって外界に進出しようと目論んでいるのだという。そして、その正体を知る青一からは、45年前に異星で祖父の姿をした「あのヒト」という知的生命体と出会い、侵略者の星と戦い続けた末に、敵の残党を追って戻ってきたという過去が明かされる。これを知った緑朗をはじめ一同は双亡亭を破壊するべく気持ちを一つにさせるが、青一の脳裏には今まで経験したことのない不安が過る。
凧葉の糾合の下で破壊者たちは、情報を共有し力を結集することで意見が一致、その渦中で人ならざる者が窒素を苦手としていることに気が付く。さらに人ならざる者の大群を追い地下の奥深くへと進むと、彼らが探し求めていたものが地球で生き残るための地下水脈であると知るが、敵に包囲され一転して窮地に陥る。この時、窒素を求めるフロルのテレパシーを感知した青一は双亡亭に到着、窒素の搬入を緑朗に託して単騎突入すると、血路を開くべく空爆を物ともしなかった屋敷を破壊していく。

## 登場人物

### 主要人物
凧葉 務（たこは つとむ）
美術大学を卒業したばかりの売れない画家。
絵本作家を志望しているが、出版社からは絵柄が大衆向きでないことを理由に採用されずにいる。
双亡亭のある沼半井町のアパートに住み、近所に引っ越してきた緑朗と知り合うが、緑朗の父の死亡事件や自衛隊による双亡亭の空爆に巻き込まれる。緑朗が双亡亭の中に探検に入るきっかけを作ったことを気に病んでおり、やがて緑朗の姉の紅をはじめとした政府の突入部隊に同行して双亡亭破壊作戦に関わることになる。
坂巻泥努の作風に興味を持っており彼の著した私家本を所持していたが、空爆の余波を受けアパートもろとも焼失している。身体的な強さや、紅らのような特殊能力を持ち合わせておらず、突入部隊の隊員からも足手まといの民間人という評価を受けている。その一方で双亡亭による精神攻撃に対しては無類の強さを発揮しており、肖像画へ取り込まれた際に子供のころに塾経営者の父親から厳しく叱責された記憶や、その父親が廃人と化したという記憶を突かれるも、過去を過去として割り切ることでいなしている。
柘植 紅（つげ くれない）
緑朗の姉。代々続く刀巫覡（かたなふげき）という巫女で、小刀を使って霊力を断ち切る。
現役の巫女で日本一という評価もあるが、日常生活では気弱さや情緒不安定な一面ものぞかせる。緑朗とは姉弟仲も良かったが、巫女としての一族の血を残したい母と、子供に重荷を背負わせたくない父の意見が分かれた事が原因で両親が離婚したため、母の実家の大分県で暮らしていた。
子供のころ、自らの不注意で火事を引き起こし、緑朗の背中に大やけどを負わせたことを気に病んでおり、その贖罪の気持ちから母や祖母から課せられる巫女としての厳しい修業に耐えていた。
双亡亭突入時に肖像画へ取り込まれた際、その当時の記憶を突かれて体を乗っ取られそうになるも、凧葉の助けを受けて生還する。
立木 緑朗（たちき ろくろう）
紅の弟。双亡亭の一角に引っ越してきた少年。小学6年生。
近所のアパートに住む凧葉と知り合い、親交を持つようになる。絵を描くことが好きな大人しい性格。転校初日早々からクラスメイト達から揶揄われたり、名前や存在そのものを誰も覚えていなかったなど、転校先の学校に良い思い入れが無い。
凧葉から勧められて双亡亭の中に探検に入った際、迎えに来た父が屋敷内に飾られた肖像画に取り込まれ、人ならざる者と化してしまった。その衝撃や父の窮地を前にして何もできなかったという後悔から茫然自失の状態となるが、双亡亭に対する激しい憎しみの感情を抱くようになり、彼と同様に双亡亭に対する復讐心を持つ青一と行動を共にしている。
凧葉 青一（たこは せいいち）
45年前、行方不明となった旅客機に乗って羽田空港に現れた謎の少年。行方不明時は小学6年生で、凧葉の遠縁の親戚にあたる人物と同姓同名。
双亡亭に対する激しい憎しみの感情を抱いているが、一方で子供らしい一面もある。腰まである薄青色の長い髪が特徴で、手足をドリル状に変形させて物体や霊体を粉砕する力を持つ。
行方不明となっていた間に家族とともに「あのヒト」の星に辿り着き、「あのヒト」の星を侵略者の星から守るための戦いに身を投じる。自身のイメージ通りに身体を変形させる能力は「あのヒト」から与えられたもので、長きに渡る戦いの最中に体質も「あのヒト」と同化し、テレパシーによる意思疎通が可能となっている。家族構成は両親と下の兄弟。両親は侵略者の星との戦いの渦中で他の乗員乗客とともに亡くなり、真琴とは双亡亭破壊のため地球へと戻る渦中で生き別れている。

### 環境省特殊災害対策室
森田（もりた）
環境省特殊災害対策室生活安全課に所属。群馬県出身。
大柄の温厚そうな男性で、情報担当として双亡亭破壊作戦に関わる。その際、屋敷内に飾られた肖像画に取り込まれ、子供のころに子犬を見捨てたという記憶を突かれて人ならざる者と化したが、同様に人ならざる者と化した朽目の験力によって倒される。
宿木（やどりぎ）
環境省特殊災害対策室作戦課に所属。三白眼の生真面目そうな女性で、突入部隊の隊長として双亡亭破壊作戦に関わる。
人ならざる者と化した破壊者たちを相手に銃弾が通じず、肖像画に取り込まれそうになるも、凧葉らの協力もあり乗り切る。
紅やアウグスト博士やフロル、鬼離田姉妹、マーグ夫妻との合流時には戦力の消耗や、本部からの撤収命令を理由に撤退を主張するが、力を結集した上で断固交戦を主張する凧葉と、それに同調する破壊者たちに気圧され、彼らに同意する。

### 政府関係者
斯波 敦（しば あつし）
日本政府の現総理大臣。
45年前、中学生の時に同級生の桐生と金山奈々子とともに双亡亭に探検に入った際、奈々子が肖像画に取り込まれて人ならざる者と化した姿を目の当たりにする。以来、悪夢にうなされる日々を送っていたが、双亡亭の破壊を決意する。
桐生ともに双亡亭の空爆を指示。爆炎により上空に淀んだ空気を舞い上げた結果、侵略者の星と双亡亭とを繋ぐ門を開くことになる。これにより、侵略者の星の残党を招き入れることになるも、同時に青一が地球に帰還することにも繋がる。
桐生 信一（きりゅう しんいち）
日本政府の防衛大臣。
斯波とは中学生の時からの親友であり、彼とともに双亡亭の破壊に情熱を傾ける。和菓子好きなのか最中を常に持参しており、青一によく与えている。
歴代総理経験者
最古参の第71代を筆頭にした10人の歴代総理。
第34代総理の真条寺禅一の下に双亡亭から謎の肖像画が送り届けられ怪死する事件が起きて以来、彼らの下には総理職の引継ぎのたびに肖像画が送られている。
歴代総理の多くが恐怖を認識し、秘密の予算を組むなどして怪異に対抗しようと試みるも、有効な手段を見出せずにいた。
真条寺 禅一（しんじょうじ ぜんいち）
日本政府の第34代総理大臣。
1935年（昭和10年）、双亡亭から贈られた肖像画に取り込まれ人ならざる者と化すと、「双亡亭から石神井川まで水路を作るように」という謎のメッセージを残して怪死した。真条寺と同様に取り込まれた総理もすべて謎のメッセージを残して怪死している。

### 破壊者たち
朽目 洋二（くちめ ようじ）
修験者。無頼漢な出で立ちで自らの験力に自信を持っており、不遜な態度を取ることから紅からは「外道」と評されている。
双亡亭破壊作戦に関わるが、屋敷内に飾られた肖像画に取り込まれ、子供のころに友達から廃屋に置き去りにされ見捨てられたという記憶を突かれて人ならざる者と化す。マーグ夫妻と交戦し瀬戸際まで追いつめるも、紅とアウグスト博士の支援を受けたジョセフィーンの火炎攻撃によって倒される。
鬼離田三姉妹（きりたさんしまい）
心霊能力者。長女の菊代、次女の雪代、三女の琴代の三姉妹。
姉妹の1人に瞳を集め相手の弱点を瞬時に見極める力や、「お糸童子」などの鬼神を依り代に召喚して使役する力を持つ。
父は双亡亭に関わる何者かであり、母は19歳の時に双亡亭の近辺で神隠しに遭い、姉妹を出産してすぐに死亡した。その後、祈祷師に引き取られ厳しい修行を受けるようになるも、その素性のため周囲からは「バケモノの子」と呼ばれ畏怖されていた。こうした境遇を「辛い目に遭っているのは本当の自分ではない」と偽り、無理に笑顔を作ることで耐えていた。
菊代は双亡亭破壊作戦の最中に屋敷の秘密に気付いた様子だったが、肖像画に取り込まれ人ならざる者と化す。雪代と琴代は、敵に回った菊代により画の中に取り込まれ、過去の記憶を突かれて体を乗っ取られそうになるも、凧葉と紅の協力により生還する。
トラヴィス・アウグスト
アメリカ合衆国の科学者。
アメリカ超自然現象研究会のメンバーで、科学的な立場から心霊現象や超常現象を探ろうとする。娘のナンシーや養女のフロル、助手らと共に双亡亭破壊作戦に関わる。両腕には携帯式の電磁放射システム「転換機（リバーサー）」を装着しており、強力な電磁エネルギーを放射することで物体や霊体を倒す。マックスやカークによれば時間の浪費を嫌い、研究に没頭するあまり周囲の人を顧みない性格だという。
フロル・ホロパイネン
アウグスト博士の養女で、アメリカ超自然現象研究会のメンバー。フィンランド出身の15歳。
物体を瞬間的に移動させる能力（アポーツ）、遠距離の能力者と交信可能なテレパシー能力を持つが、能力の使用後は体力を消耗する傾向があり、さらに体の弱さもあり大量の物質を移動させることはできない。フィンランド時代には奇妙な能力ゆえに両親から「パホライネン（悪魔）」と蔑まれ、級友からも敬遠されていたが、アウグスト博士の研究に協力するため養女となる。
双亡亭破壊作戦では肖像画に取り込まれそうになるが、凧葉と紅に助けられる。人ならざる者たちを追って屋敷の最深部に侵入し、包囲される中、身命を賭して大量の液体窒素を移動させようと試みる。
ナンシー・アウグスト
アウグスト博士の娘で、アメリカ超自然現象研究会のメンバー。
肖像画に取り込まれ、子供のころに父から学業成績のことで厳しい叱責を受けたという記憶を突かれて、人ならざる者と化す。
マックス、カーク、グラハム
アメリカ超自然現象研究会のメンバー。アウグスト博士と同様にリバーサーを装着しており、カークはボクシングの心得がある。
マックスとカークは肖像画に取り込まれて人ならざる者と化し、アウグスト博士や宿木の前に立ちはだかるも、最終的に凧葉や紅らの支援を受けた博士の放電によって倒される。グラハムは高校を飛び級で卒業した天才でありフロルとの交際を希望していたが、肖像画に取り込まれ生死不明となる。
ジョセフィーン・マーグ、バレット・マーグ
車椅子姿の妻・ジョセフィーン、資産家の夫・バレットの老夫婦。
ジョセフィーンは「パイロメアリー」という人形を使って炎を操り（パイロキネシス）、霊体や物体を倒す力を持つ。バレットは妻の車椅子を押しながら、相手の攻撃に対応できるほどの俊敏性と怪力の持ち主。

### 「昭和7年」からの双亡亭突入者
黄ノ下　残花（きのした ざんか）
旧日本軍少尉。
双亡亭内でガスマスクを着用した憲兵隊に襲撃されていた青一を助ける。自身も憲兵隊の軍装を身に着けており、左目以外の顔面の大半は包帯に覆われている。
当人の主観による「今日」は「昭和7年5月15日」であり、首相暗殺犯を追い双亡亭に突入、絵に取り込まれた。
帰黒（かえりくろ）
新興宗教「白城百水教」の黒子装束姿の巫女。
空気を舐めることで情報収集を行う「味知覚」と言う力と、治癒能力や髪を操り双亡亭内の化け物と戦う力を備える。養母でもある教祖・白城瑞祥に極めて醜い姿をしていると言い含められて育っており、周囲を不快にさせないよう顔面を布で覆っているが、素顔は白髪の美女である。幼時の記憶が定かではない。黄ノ下少尉と共に双亡亭に突入した。

### 青一の関係者
あのヒト
青一が旅客機に乗り行方不明となった際に異星で出会った生命体。彼らの乗った旅客機が侵略者の星の養分にされようとしていたところを救う。
惑星全体を覆う海が個の集合体を成しており個別の肉体を持たない。意思疎通を図るため青一らの前では彼らの祖父の姿をしており、人の過去の記憶を読み、人物や光景を再現することができる。それまで感情を知らずにいたが、青一らとの交流を通じて人間の心の動きに興味を持つ。その一方で侵略者の星から度重なる攻撃を受けており、抗う術もなく滅びを受け入れようとしていたが、青一らの助けを受けて反撃を開始する。
45年の戦いの末に、かろうじて星の存続を果たすと、自らは残存兵力を結集して侵略者の星の殲滅を決意し、侵略者の星と「通路の門」を通じて繋がる双亡亭の破壊を青一と真琴に託す。
凧葉 真琴（たこは まこと）
青一の年下の兄弟。両親や兄と共に45年前に旅客機に乗ったまま行方不明になる。
周囲の大人たちが異星に再現された日常光景に警戒心を抱く中、祖父の姿をした「あのヒト」に真っ先に馴染んでいる。
家族とともに「あのヒト」の星を侵略者の星から守るための戦いに身を投じており、兄の青一と同様に体質は「あのヒト」と同化し、自身のイメージ通りに身体を変形させる能力を持つ。青一とともに45年間の戦いを生き残り、双亡亭破壊のため空間を越えて地球へ戻ろうとするも、2人の乗った旅客機を敵の攻撃から守るため外部へ飛び出し、時空のねじれの中に消えていった。その際、青一に双亡亭での再会を約束する。

### 双亡亭の関係者
坂巻 泥努（さかまき でいど）
双亡亭の主。紡績業で財を成した資産家の長男。
画家志望だったが関東大震災後に精神に変調をきたし、国外旅行から帰国後の1925年より全財産を投じて双亡亭の建設に着手した。
1929年に双亡亭の地下で異星の生命体「侵略者」を発見。これを絵の具にして絵を描くが、彼らの棲む星と地球をつなぐ「通路」が形成されてしまい、絵に取り込まれて精神攻撃に晒される。しかし強靱な精神力でこれを跳ね除け、逆に侵略者を支配下に置き、名実共に双亡亭の支配者となる。その後、老化から解放された泥努は世の中への興味を失い、時間を忘れて創作に没頭。侵略者の地球侵略を許容し、気が向いた時には協力すると約束している。
気難しい性格で、自身の芸術表現は診察と称し、凡人には決して理解できないものだと語る。絵本作家志望の凧葉と対話を続けるうちに次第に打ち解け、彼に双亡亭の中を自由に動き回ることを可能とする「黒い手」の力を与える。
しの
「侵略者」が、泥努との意思疎通のために人間の形をとった存在。外見は泥努が描いた幼き日の姉の姿を模したおかっぱ頭の少女。
五頭 応尽（いず おうじん）
加幻満流道術の始祖にして鬼離田三姉妹の父。
禁術によって100年近く生き長らえており、88年にわたって泥努に仕えている。

### その他
金山 奈々子（かなやま ななこ）
斯波と桐生の中学時代の同級生。
明るく活発な少女だったが、斯波らと双亡亭に探検に入った際に屋敷内の肖像画に取り込まれ、人ならざる者と化した。
白城 瑞祥（しらぎ ずいしょう）
新興宗教「白城百水教」の教祖。
捨て子の帰黒を育てた親というべき存在である。その性格は独善的であり治癒能力がある髪を持つ帰黒を利用してお金儲けに走る利己的な女性であり、帰黒の顔を「醜い」と言いだからこそ自身の元で生きるしかないと諭し精神的に支配している。しかし実際は相手の位置を正確に把握、触らずに相手の体を束縛、相手の深層心理を理解、時空間の移動、帰黒の圧倒的な霊力さえも封印するなど作中屈指の実力を持つ。また前述の人間性も、記憶をなくして行く当てのなかった帰黒を育て上げ気に入った金魚を買ってやるなど本当の親のように接していた。「醜い」発言も親としての性であり自らの力を操れなかった帰黒が唯一制御できる自身から離れられないようにするためである。九十年後の未来に行く帰黒に「本当はお前が綺麗でしょうがなかった」と謝罪し、帰黒も許したため封印は解かれた。結果的に虐待となってしまったものの帰黒に対する愛情は本物であり帰黒も別れの時に涙を流したので蜜月関係だったと思われる。

## 用語
双亡亭
1925年（大正14年）より坂巻泥努によって建設がはじめられ10年の月日を経て1935年（昭和10年）に完成した木造家屋。所在地は東京都豊島区の沼半井町。7200平方メートルの敷地内に各棟が複雑に並び、それらが廊下によって連絡されている。
完成から35年間の記録はないが、1970年（昭和45年）9月に発生した「心霊特番放送中止事件」によって広く知られるようになる。事件後、警察は秘密裏に部隊を派遣し行方不明者の捜索を続けていたが、犠牲者や精神に変調をきたす者が続出していた。
紅によれば取り込まれた人々からは悪意の視線を感じるが、屋敷内には憑霊や地縛霊の気配は感じられないとしている。
肖像画
双亡亭や、国会議事堂の「溶ける絵の控室」に飾られた絵画。
一旦、肖像画に取り込まれると、内部では自身の抱えるトラウマを突きつけられる。その衝撃で恐怖に感情を支配された隙に、ヒルのようなものに全身を乗っ取られ、人ならざる者と化す。肖像画の外にいる者を取り込む際には複数の手が湧き出るが、青一によればその手は空気中の窒素に弱く、長時間にわたって外部で活動できる力はない。
人ならざる者
双亡亭の内部に飾られた肖像画や、双亡亭から外部に贈られた肖像画に取り込まれ、変異した者。
人ならざる者には絵の外部で長時間にわたって活動できる力はなく、やがて肉体は爆ぜたり溶け出すが、肖像画の外部での行動可能範囲は徐々に広がりつつある。アウグスト博士の助手であるマックスやカークのように過去の詳細な記憶を保ったまま別人に変異した者もいる。
侵略者の星
青一らが辿り着いた「あのヒトの星」を攻撃していた惑星。「黒い星」とも呼ばれる。
「器」と呼ばれる直径300メートルの岩状の物体を放出して「あのヒトの星」に侵入し、星全体を満たしている海の体を養分として持ち帰っている。攻撃の際には「器」を守るため、深海魚に似た「ウツボ」と呼ばれる体長400メートルの怪獣を従えている。

## 制作
作者の藤田は、いちあっぷとのインタビューの中で、主人公格のキャラクターが幾人も出てくる物語を描きたいと考えたとことが出発点となったと話している。
加えて、藤田はTwitter上にて本作はリチャード・マシスンの小説『地獄の家』やスタニスワフ・レムの小説『ソラリスの陽のもとに』といった作品に部分的な影響を受けているという。

### 題名
題名から主人公たちが倒すべき存在を明確にしたいという考えから、本作に「あの家を壊せ」という仮題を割り振った。 
ところが、「週刊少年サンデー」の編集長から「もうすこしカッコいいタイトルにしてほしい」という旨のファックスが届き、最終的には編集長が挙げた代案の一つである「双亡亭滅ぶべし」を少し変えた「双亡亭壊すべし」に決まった。藤田はこのマンガがすごいWEBとのインタビューの中で、「あの家を壊せ」ではどのような家なのかあいまいだが、タイトルに「双亡亭」という固有名詞が入ったことで作品に魂が入ったと話しており、タイトルが決まったことでなぜ双亡亭が簡単に壊せないのかといったアイデアがわいたとも振り返っている。

### セッティング
本作は、東京深川に実在した怪建築物「二笑亭」をモデルとしている。
元々藤田は自分のアシスタントだったはこたゆうじの絵を自分の作品に取り込んだホラーを描きたいと考えており、それに関連して調べ物をする中で建築分野におけるアウトサイダー・アートを知り、そこからさらに「二笑亭」を知った。
物語の視点キャラクターである凧葉は、ホラー作品には珍しい飄々としたキャラクターとして設定されており、「ホラーが苦手な読者でも、怖い物語の中に飄々としたキャラクターが一人いたら安心するだろう」という考えが一番の理由であると藤田は述べている。また、藤田は凧葉のキャラクター性について、『ヒルコ/妖怪ハンター』で沢田研二が演じた稗田礼二郎も参考にした旨を話している。

## 書誌情報
- 藤田和日郎『双亡亭壊すべし』 小学館〈少年サンデーコミックス〉、全25巻
  1. 2016年7月12日発売[小 1]、ISBN 978-4-09-127179-2
  2. 2016年10月18日発売[小 2]、ISBN 978-4-09-127404-5
  3. 2017年1月18日発売[小 3]、ISBN 978-4-09-127485-4
  4. 2017年4月18日発売[小 4]、ISBN 978-4-09-127558-5
  5. 2017年7月18日発売[小 5]、ISBN 978-4-09-127667-4
  6. 2017年10月18日発売[小 6]、ISBN 978-4-09-127858-6
  7. 2018年1月18日発売[小 7]、ISBN 978-4-09-128077-0
  8. 2018年4月18日発売[小 8]、ISBN 978-4-09-128334-4
  9. 2018年7月18日発売[小 9]、ISBN 978-4-09-128230-9
  10. 2018年9月18日発売[小 10]、ISBN 978-4-09-128493-8
  11. 2018年12月18日発売[小 11]、ISBN 978-4-09-128595-9
  12. 2019年3月18日発売[小 12]、ISBN 978-4-09-128807-3
  13. 2019年6月18日発売[小 13]、ISBN 978-4-09-129169-1
  14. 2019年9月18日発売[小 14]、ISBN 978-4-09-129336-7
  15. 2019年12月18日発売[小 15]、ISBN 978-4-09-129454-8
  16. 2020年3月18日発売[小 16]、ISBN 978-4-09-129567-5
  17. 2020年5月18日発売[小 17]、ISBN 978-4-09-850073-4
  18. 2020年7月17日発売[小 18]、ISBN 978-4-09-850167-0
  19. 2020年10月16日発売[小 19]、ISBN 978-4-09-850273-8
  20. 2021年1月16日発売[小 20]、ISBN 978-4-09-850276-9
  21. 2021年2月18日発売[小 21]、ISBN 978-4-09-850394-0
  22. 2021年3月17日発売[小 22]、ISBN 978-4-09-850400-8
  23. 2021年4月16日発売[小 23]、ISBN 978-4-09-850521-0
  24. 2021年6月17日発売[小 24]、ISBN 978-4-09-850562-3
  25. 2021年8月18日発売[小 25]、ISBN 978-4-09-850642-2